# (58095) Oranienstein
(58095) Oranienstein (1973 SN) – planetoida z pasa głównego asteroid okrążająca Słońce w ciągu 8,03 lat w średniej odległości 4,01 j.a. Została odkryta 19 września 1973 roku przez Cornelisa i Ingrid van Houtenów.